# Tajiquistão nos Jogos Olímpicos de Verão de 2024
Tajiquistão participou dos Jogos Olímpicos de Verão de 2024, realizados em Paris, na França. Foi a oitava aparição do país nos Jogos Olímpicos desde a estreia em Atlanta 1996, sendo representado por 14 atletas que competiram em seis esportes.
Conquistou três medalhas de bronze, sendo duas no judô, com Somon Makhmadbekov na categoria até 81 kg masculino e Temur Rakhimov na acima de 100 kg também para homens, e uma no boxe com Davlat Boltaev na categoria até 92 kg masculino.

## Medalhas
| Atleta             | Esporte | Evento                   | Medalha |
| ------------------ | ------- | ------------------------ | ------- |
| Somon Makhmadbekov | Judô    | Até 81 kg masculino      | Bronze  |
| Temur Rakhimov     | Judô    | Mais de 100 kg masculino | Bronze  |
| Davlat Boltaev     | Boxe    | Até 92 kg masculino      | Bronze  |

## Competidores
Esta foi a participação por modalidade nesta edição:
| Esporte   | Masculino | Feminino | Total |
| --------- | --------- | -------- | ----- |
| Atletismo | 1         | 0        | 1     |
| Boxe      | 2         | 1        | 3     |
| Judô      | 6         | 0        | 6     |
| Lutas     | 1         | 0        | 1     |
| Natação   | 1         | 1        | 2     |
| Taekwondo | 0         | 1        | 1     |
| Total     | 11        | 3        | 14    |

## Desempenho

### Atletismo
Masculino
Eventos de pista
| Atleta           | Evento | Preliminar | Preliminar | Baterias    | Baterias    | Semifinal   | Semifinal   | Final       | Final       | Ref.  |
| Atleta           | Evento | Tempo      | Pos.       | Tempo       | Pos.        | Tempo       | Pos.        | Tempo       | Pos.        | Ref.  |
| ---------------- | ------ | ---------- | ---------- | ----------- | ----------- | ----------- | ----------- | ----------- | ----------- | ----- |
| Favoriz Muzrapov | 100 m  | 10.60      | 3          | Não avançou | Não avançou | Não avançou | Não avançou | Não avançou | Não avançou | [ 5 ] |

### Boxe
Masculino
| Atleta           | Evento      | Fase de 32           | Oitavas de final          | Quartas de final     | Semifinal              | Final                | Final             | Ref.  |
| Atleta           | Evento      | Adversário Resultado | Adversário Resultado      | Adversário Resultado | Adversário Resultado   | Adversário Resultado | Pos.              | Ref.  |
| ---------------- | ----------- | -------------------- | ------------------------- | -------------------- | ---------------------- | -------------------- | ----------------- | ----- |
| Bakhodur Usmonov | Até 63,5 kg | BUL R Rosenov D 0–5  | Não avançou               | Não avançou          | Não avançou            | Não avançou          | Não avançou       | [ 6 ] |
| Davlat Boltaev   | Até 92 kg   | —                    | GEO G Kushitashvili V 3–2 | IRL J Marley V 4–1   | UZB L Mullojonov D 1–4 | Não avançou          | Medalha de bronze | [ 7 ] |

Feminino
| Atleta           | Evento    | Fase de 32           | Oitavas de final     | Quartas de final     | Semifinal            | Final                | Final       | Ref.  |
| Atleta           | Evento    | Adversário Resultado | Adversário Resultado | Adversário Resultado | Adversário Resultado | Adversário Resultado | Pos.        | Ref.  |
| ---------------- | --------- | -------------------- | -------------------- | -------------------- | -------------------- | -------------------- | ----------- | ----- |
| Mijgona Samadova | Até 57 kg | USA A Mendoza D 2–3  | Não avançou          | Não avançou          | Não avançou          | Não avançou          | Não avançou | [ 8 ] |

### Judô
Masculino
| Atleta                  | Evento         | Primeira fase                | Oitavas                | Quartas                     | Semifinais           | Repescagem              | Final / DB             | Final / DB        | Ref.   |
| Atleta                  | Evento         | Adversário Resultado         | Adversário Resultado   | Adversário Resultado        | Adversário Resultado | Adversário Resultado    | Adversário Resultado   | Pos.              | Ref.   |
| ----------------------- | -------------- | ---------------------------- | ---------------------- | --------------------------- | -------------------- | ----------------------- | ---------------------- | ----------------- | ------ |
| Nurali Emomali          | Até 66 kg      | Bye                          | ISR B Shmailov V 01–00 | JPN H Abe D 00–10           | —                    | SRB S Bunčić D DNS      | Não avançou            | =7                | [ 9 ]  |
| Behruzi Khojazoda       | Até 73 kg      | CAN A Margelidon D 00–01     | Não avançou            | Não avançou                 | Não avançou          | Não avançou             | Não avançou            | =17               | [ 10 ] |
| Somon Makhmadbekov      | Até 81 kg      | PLE F Badawi V 10–00         | NED F de Wit V 01–00   | GEO T Grigalashvili D 00–01 | —                    | UZB S Boltaboev V 10–00 | ITA A Esposito V 10–00 | Medalha de bronze | [ 11 ] |
| Komronshokh Ustopiriyon | Até 90 kg      | ESP T Mosakhlishvili D 00–01 | Não avançou            | Não avançou                 | Não avançou          | Não avançou             | Não avançou            | =17               | [ 12 ] |
| Dzhakhongir Madzhidov   | Até 100 kg     | FRA A Diesse D 00–10         | Não avançou            | Não avançou                 | Não avançou          | Não avançou             | Não avançou            | =17               | [ 13 ] |
| Temur Rakhimov          | Mais de 100 kg | Bye                          | GER E Abramov V 10–01  | UZB A Yusupov V 11–01       | FRA T Riner D 00–10  | Bye                     | CUB A Granda V 01–00   | Medalha de bronze | [ 14 ] |

### Lutas

#### Livre
Masculino
| Atleta          | Evento    | Oitavas                    | Quartas              | Semifinais           | Repescagem           | Final / DB           | Final / DB | Ref.   |
| Atleta          | Evento    | Adversário Resultado       | Adversário Resultado | Adversário Resultado | Adversário Resultado | Adversário Resultado | Pos.       | Ref.   |
| --------------- | --------- | -------------------------- | -------------------- | -------------------- | -------------------- | -------------------- | ---------- | ------ |
| Viktor Rassadin | Até 74 kg | GRE G Kougioumtsidis V 8–2 | CHN Lu F V 7–4       | UZB R Zhamalov D 2–8 | Bye                  | ALB C Valiev D 2–6   | 5          | [ 15 ] |

### Natação
Masculino
| Atleta              | Evento     | Eliminatórias | Eliminatórias | Semifinal   | Semifinal   | Final       | Final       | Ref.   |
| Atleta              | Evento     | Tempo         | Pos.          | Tempo       | Pos.        | Tempo       | Pos.        | Ref.   |
| ------------------- | ---------- | ------------- | ------------- | ----------- | ----------- | ----------- | ----------- | ------ |
| Fakhriddin Madkamov | 50 m livre | 26.23         | 56            | Não avançou | Não avançou | Não avançou | Não avançou | [ 16 ] |

Feminino
| Atleta                | Evento     | Eliminatórias | Eliminatórias | Semifinal   | Semifinal   | Final       | Final       | Ref.   |
| Atleta                | Evento     | Tempo         | Pos.          | Tempo       | Pos.        | Tempo       | Pos.        | Ref.   |
| --------------------- | ---------- | ------------- | ------------- | ----------- | ----------- | ----------- | ----------- | ------ |
| Ekaterina Bordachyova | 50 m livre | 28.85         | 53            | Não avançou | Não avançou | Não avançou | Não avançou | [ 17 ] |

### Taekwondo
Feminino
| Atleta              | Evento        | Preliminar           | Oitavas              | Quartas              | Semifinais           | Repescagem           | Final / DB           | Final / DB  | Ref.   |
| Atleta              | Evento        | Adversário Resultado | Adversário Resultado | Adversário Resultado | Adversário Resultado | Adversário Resultado | Adversário Resultado | Pos.        | Ref.   |
| ------------------- | ------------- | -------------------- | -------------------- | -------------------- | -------------------- | -------------------- | -------------------- | ----------- | ------ |
| Munira Abdusalomova | Mais de 67 kg | —                    | FRA A Laurin D 0–2   | —                    | —                    | GER L Brandl D 0–2   | Não avançou          | Não avançou | [ 18 ] |